# 풍천역
풍천역(楓川驛)은 조선민주주의인민공화국 황해남도 연안군 풍천리에 있는 배천선의 철도역이다. 과거에는 토해선의 일부였다.